# Bondskanselier van Duitsland

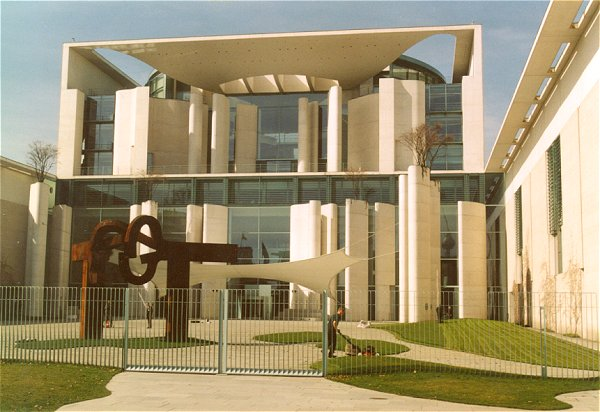
Bundeskanzleramt

De bondskanselier is in de Bondsrepubliek Duitsland het hoofd van de federale regering. De bondskanselier wordt door het parlement (de Bondsdag) gekozen en stelt zijn regering samen. De bondskanselier en de bondsministers worden benoemd door de bondspresident.
De positie van de bondskanselier is in de grondwettelijke theorie en ook in de praktijk bijzonder sterk. De bondskanselier is het enige regeringslid dat door de Bondsdag wordt gekozen. De oppositie in de Bondsdag kan een bondskanselier alleen afzetten door een opvolger met absolute meerderheid te kiezen. De bondskanselier bepaalt volgens de grondwet de richtlijnen van de politiek. In de praktijk is de bondskanselier van de regeringsfracties in de Bondsdag afhankelijk. Toch wordt het politieke stelsel van de Bondsrepubliek ook een Kanzlerdemokratie genoemd.
In tegenstelling tot bijvoorbeeld België en Nederland wordt de Duitse bondskanselier niet (ook) minister-president genoemd. Die titel wordt uitsluitend gebruikt voor de regeringsleider van een deelstaat, die in het Duits 'Land' wordt genoemd. In Duitsland wordt met de benaming minister-president van het land dus niet op de bondskanselier gedoeld, maar op de voorzitter van de regering van een deelstaat.

## Geschiedenis

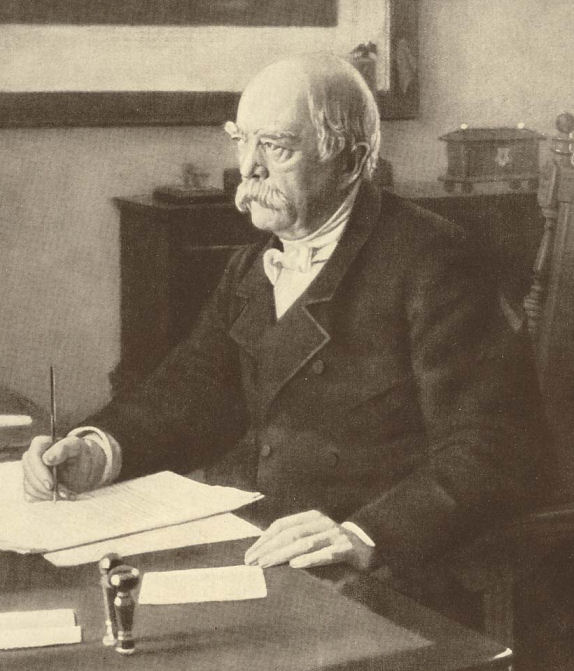
Otto von Bismarck was bondskanselier vanaf 1867 en rijkskanselier vanaf 1871. Dat bleef hij tot het jaar 1890. Hij is de langstzittende kanselier in de Duitse geschiedenis.

Het begrip bondskanselier stamt uit de tijd van de oprichting van de Noord-Duitse Bond in 1867. De bondskanselier was oorspronkelijk een hoge ambtenaar in het kabinet van de keizer die de besluiten van de bondsraad uitvoert. Door de konstituierender Reichstag, die samen met de deelstaatsregeringen de grondwet besloot, werd daaruit een verantwoordelijke minister. In de grondwet van 16 april 1871 werd de titel veranderd in Rijkskanselier.
De kanselier in de monarchische bondsstaat was de enige minister; er bestond geen collegiale regering. De leiders van de departementen, de Reichsämter, hadden de titel Staatssekretär en waren ambtenaren die aan de kanselier waren ondergeschikt. In de praktijk kon een Staatssekretär echter een sterke positie hebben dankzij zijn persoonlijkheid, en in de loop der tijd handelden kanselier en staatssecretarissen vergelijkbaar met een collegiale regering. Ze werden samen vaak Reichsleitung genoemd. De kanselier leverde het contraseign aan de handelingen van de vorst, vanaf 1878 mochten dat ook de staatssecretarissen.
In de Weimarrepubliek was de rijkskanselier hoofd van een collegiale regering. De rijkskanselier was de voorzitter van de vergaderingen van de Reichsregierung en legde de hoofdlijnen van de politiek vast: Richtlinienkompetenz. Het kabinet stemde echter met meerderheid af. De Richtlinienkompetenz werd ook beperkt door de speciale rechten van de Rijkspresident en bepaalde ministers. De leden van de regering werden benoemd door de Rijkspresident maar moesten aftreden op verlangen van de Rijksdag.
In de grondwet van 1949 staat weer de oudere benaming Bundeskanzler. In de onderhandelingen over de grondwet waren de meeste partijen het met elkaar eens dat de regeringsleider een sterke positie moest krijgen ten koste van de president. Het moest ook moeilijker worden voor het parlement om het aftreden van de kanselier af te dwingen zonder een nieuwe te installeren.

## Grondwettelijke positie
Volgens art. 62 van de Duitse grondwet vormen de bondskanselier en de bondsministers samen de bondsregering. De bondskanselier is wel de enige die door het parlement wordt gekozen; de overige ministers worden door de bondspresident op voordracht van de bondskanselier benoemd. In de praktijk moet de bondskanselier rekening houden met de wensen van de coalitiepartners maar ook met de eigen partij.
In de regering, ook het Kabinett genoemd, geldt onder meer het principe van de Richtlinien. Volgens artikel 65 van de grondwet bepaalt de bondskanselier de richtlijnen van de politiek en is ervoor verantwoordelijk. Dat betekent dat bij onenigheid in het kabinet de bondskanselier het laatste woord heeft. In de praktijk kan hij zich dat meestal niet permitteren omdat hij afhankelijk is van zijn eigen partij en vooral de coalitiepartners.
Het bestaan van de bondsregering hangt van de bondskanselier af. Treedt hij bijvoorbeeld terug dan zijn alle ministers ook niet meer in functie. Wel vraagt de bondspresident in een dergelijk geval de regeringsleden om tot het tot stand komen van een nieuwe regering als demissionair kabinet in functie te blijven.
Het ambt van bondskanselier komt in de protocollaire hiërarchie van het Duitse staatsbestel op de derde plaats, na dat van de bondspresident en de voorzitter van de Bondsdag, het Duitse parlement.

## Verkiezing en einde van het ambt
Na Bondsdagverkiezingen of na de dood of het terugtreden van een bondskanselier moet een nieuwe worden gekozen. Volgens artikel 63 van de grondwet stelt de bondspresident in zo'n geval een kandidaat voor. Verkrijgt die kandidaat een absolute meerderheid in de Bondsdag is hij gekozen en de bondspresident moet hem benoemen. Dit is tot nu toe de gebruikelijke uitslag geweest.
Wanneer die kandidaat geen absolute meerderheid heeft dan kan de Bondsdag zelf met een kandidaat komen. Een voorstel moet de steun van een kwart van de leden van de Bondsdag hebben.
Wordt binnen twee weken geen kandidaat met absolute meerderheid gekozen dan kan een kandidaat ook met relatieve meerderheid worden gekozen. De bondspresident kan dan beslissen of hij de gekozen kandidaat wil benoemen of dat hij de Bondsdag ontbindt. 
De afzetting van een bondskanselier is maar op één manier mogelijk: de Bondsdag moet met absolute meerderheid een nieuwe bondskanselier kiezen. Dit is een constructieve motie van wantrouwen (konstruktives Misstrauensvotum) en was tot nu toe alleen in 1982 succesvol: door een coalitiewissel steunde de liberale fractie FDP de verkiezing van Helmut Kohl (CDU). Een poging in 1972 om Rainer Barzel (CDU) tot bondskanselier te kiezen faalde vanwege een tekort van twee stemmen; Willy Brandt (SPD) bleef kanselier. Het pat in de Bondsdag tussen regering en oppositie werd opgelost door nieuwe verkiezingen.
Het ambt van de bondskanselier kan ook door vrijwillig aftreden of overlijden eindigen. Verder eindigt het met de samenkomst van een nieuwe Bondsdag. Vanaf dat ogenblik, en tot de verkiezing van een nieuwe kanselier, moet de scheidende kanselier op verzoek van de bondspresident de functie verder waarnemen. Als de kanselier dit weigert, of het ambt niet meer kan uitoefenen, bijvoorbeeld door ziekte of overlijden, verzoekt de bondspresident een bondsminister om deze taken over te nemen.

## Organisatie en plaatsvervanger
De bondskanselier wordt gesteund door het Bundeskanzleramt in Berlijn. Hoofd is de Chef des Bundeskanzleramts. Hij of zij is soms bondsminister. Anders heeft hij volgens het reglement van de bondsregering de status van staatssecretaris.
Volgens de grondwet moet de bondskanselier een van de bondsministers tot Stellvertreter benoemen. Voor deze plaatsvervanger wordt vaak de uitdrukking Vizekanzler gebruikt; officieel is ze niet. De titel is vooral een eretitel die naar de belangrijkste minister van de kleinere coalitiepartner gaat. Het is nog niet voorgekomen dat een plaatsvervanger daadwerkelijk een bondskanselier moest vervangen in de zin van de grondwet (betreffende de bijzondere grondwettelijke bevoegdheden van de bondskanselier).

## Lijst van bondskanseliers
| Nr.   | Bondskanselier Bundeskanzler | Bondskanselier Bundeskanzler | Bondskanselier Bundeskanzler | Ambtsperiode                     | Ambtsperiode     | Partij          | Verkiezing(en) | Kabinet(en) |
| ----- | ---------------------------- | ---------------------------- | ---------------------------- | -------------------------------- | ---------------- | --------------- | -------------- | ----------- |
| 1     |                              | Konrad Adenauer              | Konrad Adenauer (1876–1967)  | 15 september 1949                | 16 oktober 1963  | CDU             | 1949           | Adenauer I  |
| 1     | 1953                         | Konrad Adenauer              | Konrad Adenauer (1876–1967)  | 15 september 1949                | 16 oktober 1963  | CDU             | Adenauer II    |             |
| 1     | 1957                         | Konrad Adenauer              | Konrad Adenauer (1876–1967)  | 15 september 1949                | 16 oktober 1963  | CDU             | Adenauer III   |             |
| 1     | 1961                         | Konrad Adenauer              | Konrad Adenauer (1876–1967)  | 15 september 1949                | 16 oktober 1963  | CDU             | Adenauer IV    |             |
| 1     | 1961                         | Konrad Adenauer              | Konrad Adenauer (1876–1967)  | 15 september 1949                | 16 oktober 1963  | CDU             | Adenauer V     |             |
| 2     | 1961                         |                              | Ludwig Erhard                | Ludwig Erhard (1897–1977)        | 16 oktober 1963  | 1 december 1966 | CDU            | Erhard I    |
| 2     | 1965                         | Erhard II                    | Ludwig Erhard                | Ludwig Erhard (1897–1977)        | 16 oktober 1963  | 1 december 1966 | CDU            |             |
| 3     | 1965                         |                              | Kurt Georg Kiesinger         | Kurt Georg Kiesinger (1904–1988) | 1 december 1966  | 22 oktober 1969 | CDU            | Kiesinger   |
| 4     |                              | Willy Brandt                 | Willy Brandt (1913–1992)     | 22 oktober 1969                  | 7 mei 1974       | SPD             | 1969           | Brandt I    |
| 4     | 1972                         | Willy Brandt                 | Willy Brandt (1913–1992)     | 22 oktober 1969                  | 7 mei 1974       | SPD             | Brandt II      |             |
| [ 4 ] | 1972                         |                              | Walter Scheel                | Walter Scheel (1919–2016)        | 7 mei 1974       | 16 mei 1974     | Brandt II      | FDP         |
| 5     | 1972                         |                              | Helmut Schmidt               | Helmut Schmidt (1918–2015)       | 16 mei 1974      | 1 oktober 1982  | SPD            | Schmidt I   |
| 5     | 1976                         | Schmidt II                   | Helmut Schmidt               | Helmut Schmidt (1918–2015)       | 16 mei 1974      | 1 oktober 1982  | SPD            |             |
| 5     | 1980                         | Schmidt III                  | Helmut Schmidt               | Helmut Schmidt (1918–2015)       | 16 mei 1974      | 1 oktober 1982  | SPD            |             |
| 6     | 1980                         |                              | Helmut Kohl                  | Helmut Kohl (1930–2017)          | 1 oktober 1982   | 27 oktober 1998 | CDU            | Kohl I      |
| 6     | 1983                         | Kohl II                      | Helmut Kohl                  | Helmut Kohl (1930–2017)          | 1 oktober 1982   | 27 oktober 1998 | CDU            |             |
| 6     | 1987                         | Kohl III                     | Helmut Kohl                  | Helmut Kohl (1930–2017)          | 1 oktober 1982   | 27 oktober 1998 | CDU            |             |
| 6     | 1990                         | Kohl IV                      | Helmut Kohl                  | Helmut Kohl (1930–2017)          | 1 oktober 1982   | 27 oktober 1998 | CDU            |             |
| 6     | 1994                         | Kohl V                       | Helmut Kohl                  | Helmut Kohl (1930–2017)          | 1 oktober 1982   | 27 oktober 1998 | CDU            |             |
| 7     |                              |                              | Gerhard Schröder (1944)      | 27 oktober 1998                  | 22 november 2005 | SPD             | 1998           | Schröder I  |
| 7     | 2002                         | Schröder II                  | Gerhard Schröder (1944)      | 27 oktober 1998                  | 22 november 2005 | SPD             |                |             |
| 8     |                              | Angela Merkel                | Angela Merkel (1954)         | 22 november 2005                 | 8 december 2021  | CDU             | 2005           | Merkel I    |
| 8     | 2009                         | Angela Merkel                | Angela Merkel (1954)         | 22 november 2005                 | 8 december 2021  | CDU             | Merkel II      |             |
| 8     | 2013                         | Angela Merkel                | Angela Merkel (1954)         | 22 november 2005                 | 8 december 2021  | CDU             | Merkel III     |             |
| 8     | 2017                         | Angela Merkel                | Angela Merkel (1954)         | 22 november 2005                 | 8 december 2021  | CDU             | Merkel IV      |             |
| 9     |                              | Olaf Scholz                  | Olaf Scholz (1958)           | 8 december 2021                  | 6 mei 2025       | SPD             | 2021           | Scholz      |
| 10    |                              | Friedrich Merz               | Friedrich Merz (1955)        | 6 mei 2025                       |                  | CDU             | 2025           | Merz        |

## Statistieken
| Bondskanselier       | Anciënniteit        | Leeftijd |
| -------------------- | ------------------- | -------- |
| Konrad Adenauer      | 14 jaar en 31 dagen | 73–87    |
| Ludwig Erhard        | 3 jaar en 46 dagen  | 66–69    |
| Kurt Georg Kiesinger | 2 jaar en 325 dagen | 62–65    |
| Willy Brandt         | 4 jaar en 197 dagen | 55–60    |
| Walter Scheel        | 9 dagen             | 54       |
| Helmut Schmidt       | 8 jaar en 138 dagen | 55–63    |
| Helmut Kohl          | 16 jaar en 26 dagen | 52–68    |
| Gerhard Schröder     | 7 jaar en 26 dagen  | 54–61    |
| Angela Merkel        | 16 jaar en 16 dagen | 51–67    |
| Olaf Scholz          | 3 jaar en 149 dagen | 63–66    |
| Friedrich Merz       | 0 jaar              | 69–69    |